# والرافين فان هول
والرافن "والي" فان هول (10 فبراير 1906 - 12 فبراير 1945) كان مصرفيا هولنديا وزعيم المقاومة أثناء احتلال هولندا في الحرب العالمية الثانية. أسس بنك المقاومة الذي كان يستخدم لتوزيع الأموال على ضحايا الاحتلال النازي لهولندا وتمويل المقاومة الهولندية. تم إعدام فان هول على يد المحتل الألماني في هارلم قبل وقت قصير من نهاية الحرب ودُفن في المقبرة الفخرية الهولندية.

## النشأة
ولد والرافين فان هول في عائلة هولندية مؤثرة ودرس في البداية ليصبح ضابطا في التجارة البحرية ولكن بعد أن عمل لعدة سنوات كزميل ثالث تم رفضه بسبب بصره. نظرا لعدم قدرته على العمل في البحرية التجارية انتقل إلى مدينة نيويورك في عام 1929. وقد ساعده شقيقه عمدة أمستردام المستقبلي جيس فان هال الذي كان يعمل بالفعل في أحد البنوك في الحصول على وظيفة في إحدى شركات وول ستريت. بعد أن تعرف على الأعمال المصرفية عاد والرافين فان هول إلى هولندا وأصبح مصرفيا ووسيطا للأوراق المالية.

## الحرب العالمية الثانية
بعد غزو الألمان لهولندا في مايو 1940 تم إنشاء صندوق لمساعدة عائلات البحارة التجار (الذين تقطعت بهم السبل في الخارج عندما اندلعت الحرب). طُلب من فان هول المساعدة في إنشاء فرع أمستردام مع شقيقه جيس. وبفضل خبرته المصرفية تمكن والرافين فان هال من توفير التمويل بمساعدة ضمانات من الحكومة الهولندية في لندن. بعد ذلك بوقت قصير بدأ الألمان في اتخاذ إجراءات معادية لليهود والعمل القسري وتزايدت المقاومة ضد هذه التدابير. أصبح فان هول الذي وسع أنشطته في جمع الأموال لجميع أنواع جماعات المقاومة معروفا باسم مصرفي المقاومة.
إحدى الطرق التي جمع بها فان هول الأموال للمقاومة كانت "سرقة" البنك المركزي الهولندي. وبموافقة الحكومة الهولندية في المنفى تمكنا من الحصول على ما يصل إلى 50 مليون جيلدر هولندي. وفقا لنوت فيلينك الرئيس السابق للبنك فإن هذا الرقم يمكن مقارنته بنصف مليار يورو في عام 2010. قام فان هول مع شقيقه بتزوير سندات البنك واستبدالها في البنك بالسندات الحقيقية. وبهذا تم جمع النقود الورقية. وقد تم ذلك من وراء ظهر روست فان تونينجن رئيس البنك والعضو السيئ السمعة في الحركة الاشتراكية الوطنية للحزب النازي الهولندي في هولندا.
هناك طريقة أخرى لجمع الأموال وهي الاقتراض من الأثرياء الهولنديين. وكدليل على استثماراتهم حصلوا على أسهم قديمة لا قيمة لها ولكن بعد الحرب تمكنوا من استعادة أموالهم مقابل أوراق الأسهم.
في عام 1944 كان والرافين زعيما لصندوق الدعم الوطني وكان أيضا منسق للنواة والمثلث وهو تعاون بين مجموعات المقاومة الهولندية المختلفة. دعمت جبهة الخلاص الوطني مجموعة متنوعة من مجموعات المقاومة والصحف السرية مثل هيت بارول وتراو وفراي نيدرلاند.

### أسماء مستعارة
إلى جانب كونه مصرفي المقاومة كان لدى والرافين ألقاب إضافية مختلفة في حركة المقاومة لضمان عدم الكشف عن اسمه الحقيقي. والجدير بالذكر أنه كان يُطلق عليه اسم أوليمان (رجل النفط) لقدرته على تخفيف الاحتكاك بين مجموعات المقاومة وكذلك باريندز وأوم بيت (العم بيت) وفي المقام الأول فان تويل (أو فان تويل).

### الساعية
كان ساعيته الشخصية هي هانيكي إيبيش مؤلفة كتاب: "السماء: قصة حقيقية للشجاعة خلال الحرب العالمية الثانية". وكانت مهمتها إيجاد مكان آمن لاجتماع قادة المقاومة كل يوم جمعة.

### القبض عليه
في 27 يناير 1945 تم التخلي عن مكان الاجتماع من قبل أحد أعضاء المقاومة الذي تم اعتقاله في اليوم السابق واعتقد خطأ أن أعضاء الاجتماع سيعرفون أنه تم القبض عليه ولن يحضر الاجتماع. على الرغم من أن الألمان كانت لديهم فكرة غامضة عن ضرورة وجود شخص ما لتنسيق الشؤون المالية للمقاومة إلا أنهم لم يكتشفوا أبدا أنه كان فان هول. في يناير 1945 تعرض تيوس فان فليت أحد الأعضاء المؤسسين للمقاومة الهولندية للخيانة من قبل المتعاون الهولندي يوهان فان لوم. انهار فان فليت تحت التعذيب. ونتيجة لذلك تم اقتياد الألمان إلى العديد من الأعضاء البارزين في المقاومة بما في ذلك فان هول.

### الإعدام والدفن
تم إعدام فان هول بعد ذلك في هارلم إلى جانب سبعة من أعضاء المقاومة الآخرين انتقاما لمقتل ضابط شرطة رفيع المستوى. بعد الحرب تم دفنه في أوفرفين في المقبرة الفخرية الهولندية.

## فروق مشرفة

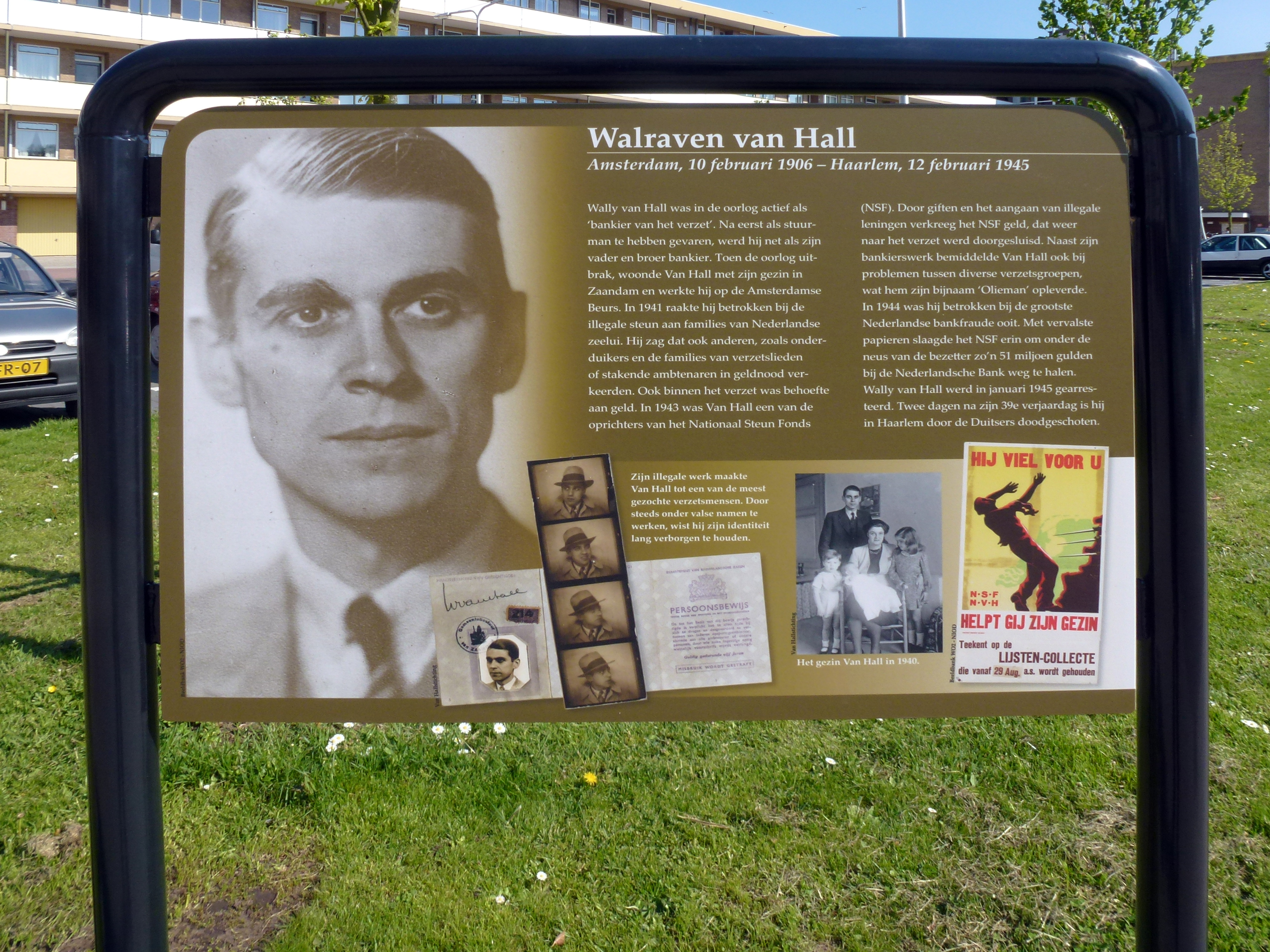
النصب التذكاري في جودا.

مُنح فان هول بعد وفاته من قبل الحكومة صليب المقاومة الهولندي. منحته الولايات المتحدة وسام الحرية مع السعفة الذهبية. اعترفت به إسرائيل على أنه "الصالح بين الأمم" في عام 1978 لدعم وتمويل ما بين 800 إلى 900 يهودي مختبئين أثناء الحرب.
تكريما لأعماله في المقاومة تم نصب نصب تذكاري في خريف عام 2010 بالقرب من مكتب البنك المركزي الهولندي في فريدريكسبلين 40 في أمستردام- سينتروم.

## في وسائل الإعلام
المصرفي المقاوم من إخراج يورام لورسن وبطولة باري أتسما في دور فان هول هو فيلم درامي هولندي من فترة الحرب العالمية الثانية لعام 2018 يعتمد على عمل فان هول لتمويل المقاومة الهولندية خلال الحرب العالمية الثانية.